# في الظلام (فلم)
في الظلام هو فيلم من نوع إثارة ودراما أُصدر في 2009. الفيلم من إنتاج Most Production ‏، وهو من إخراج وسيناريو Çağan Irmak ‏.

## القصة
تقع أحداث الفيلم في تركيا.

## طاقم التمثيل
- ديريا ألابورا
- كونر أوزكول  [لغات أخرى]‏
- ايردم اكاكسي  [لغات أخرى]‏
- رضا اكين  [لغات أخرى]‏
- مرال جتينقايا

## وصلات خارجية
- مقالات تستعمل روابط فنية بلا صلة مع ويكي بيانات